# Oakes
Oakes is een plaats (city) in de Amerikaanse staat North Dakota, en valt bestuurlijk gezien onder Dickey County.

## Demografie
Bij de volkstelling in 2000 werd het aantal inwoners vastgesteld op 1979.
In 2006 is het aantal inwoners door het United States Census Bureau geschat op 1819, een daling van 160 (-8,1%).

## Geografie
Volgens het United States Census Bureau beslaat de plaats een oppervlakte van
4,3 km², geheel bestaande uit land. Oakes ligt op ongeveer 400 m boven zeeniveau.

## Plaatsen in de nabije omgeving
De onderstaande figuur toont nabijgelegen plaatsen in een straal van 32 km rond Oakes.